# Eric Eichmann
Eric Eichmann, né le 7 mai 1965 à Margate en Floride, est un ancien joueur international américain de soccer ayant évolué au poste d'attaquant, avant de devenir entraîneur.

## Biographie

### Carrière de joueur

#### Carrière en sélection
Avec l'équipe des États-Unis, il joue 29 matchs (pour 4 buts inscrits) entre 1986 et 1993. Il figure notamment dans le groupe des sélectionnés lors de la Coupe du monde de 1990.
Il participe également aux Jeux olympiques de 1988 (sans jouer).
Il joue enfin la première édition de la Coupe du monde de futsal, en 1989, organisée aux Pays-Bas.